# Livia (Paola) Gonzaga
Livia (Paola) Gonzaga (Mantova, agosto 1508 – Mantova, 11 aprile 1569) fu una nobile mantovana.

## Biografia
Era figlia di Francesco II Gonzaga, marchese di Mantova e di Isabella d'Este, figlia di Ercole I d'Este duca di Ferrara.
Fu data in educazione all'età di tre anni alle monache del convento di Santa Paola di Mantova. A dieci anni vestì l'abito monacale delle clarisse e cinque anni dopo prese i voti con il nome di suor Paola. Divenne anche badessa del convento.

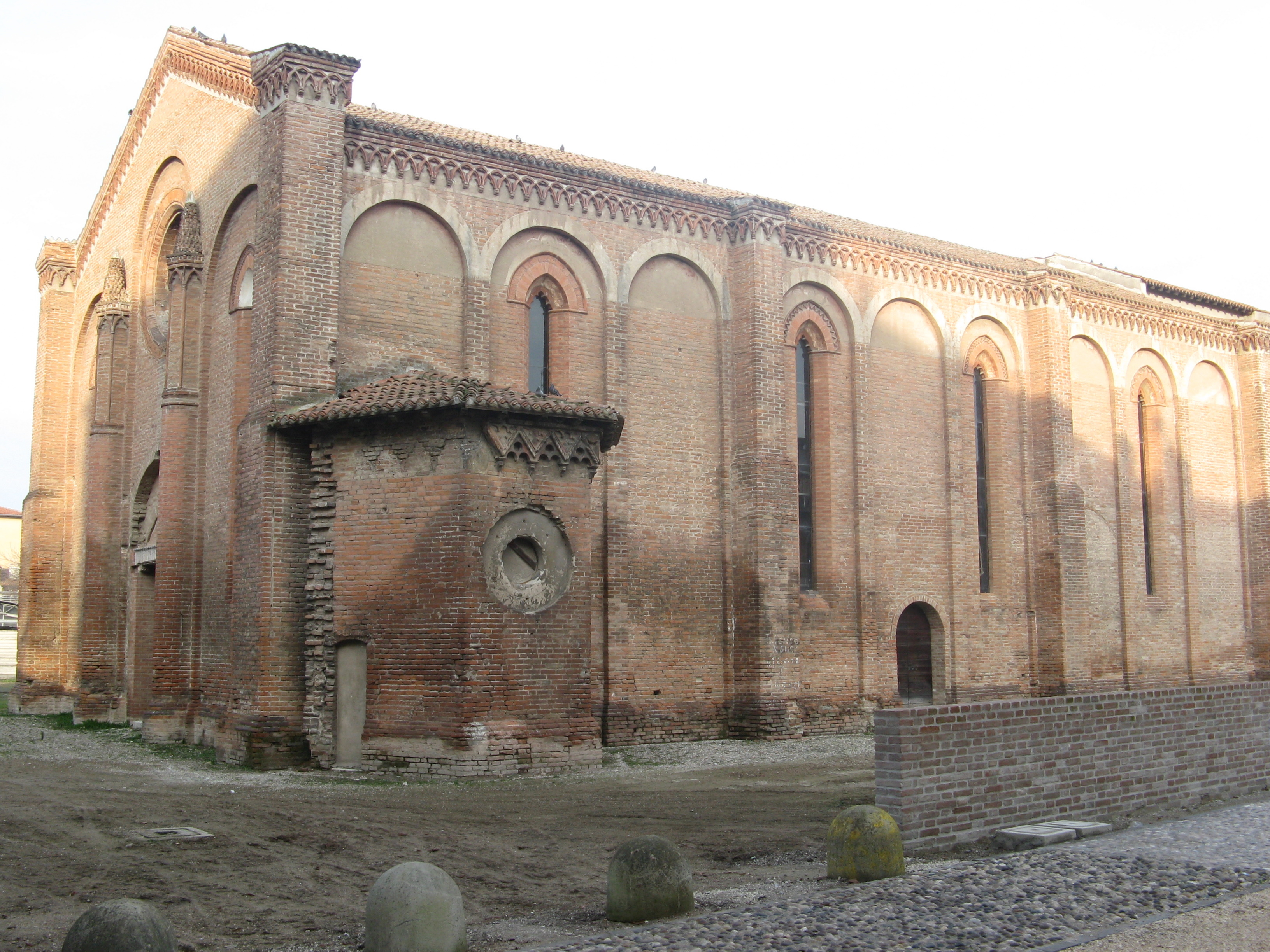
Mantova, chiesa di Santa Paola.

Trascorse la sua vita nel monastero voluto da Paola Malatesta, moglie di Gianfrancesco Gonzaga e fu visitata anche dall'imperatore Carlo V.
Venne sepolta nella Chiesa di Santa Paola.

## Ascendenza
|                       |                    |                                  | Genitori                            |  |  | Nonni |  |  | Bisnonni             |  |  | Trisnonni             |  |
|                       |                    |                                  |                                     |  |  |       |  |  | Ludovico III Gonzaga |  |  | Gianfrancesco Gonzaga |  |
|                       |                    |                                  |                                     |  |  |       |  |  | Ludovico III Gonzaga |  |  | Gianfrancesco Gonzaga |  |
|                       |                    | Paola Malatesta                  |                                     |  |  |       |  |  | Ludovico III Gonzaga |  |  |                       |  |
| Federico I Gonzaga    |                    |                                  |                                     |  |  |       |  |  | Ludovico III Gonzaga |  |  |                       |  |
|                       |                    | Barbara di Brandeburgo           | Giovanni l'Alchimista               |  |  |       |  |  |                      |  |  |                       |  |
|                       |                    | Barbara di Brandeburgo           | Giovanni l'Alchimista               |  |  |       |  |  |                      |  |  |                       |  |
|                       |                    | Barbara di Brandeburgo           | Barbara di Sassonia-Wittenberg      |  |  |       |  |  |                      |  |  |                       |  |
| Francesco II Gonzaga  |                    | Barbara di Brandeburgo           |                                     |  |  |       |  |  |                      |  |  |                       |  |
|                       |                    | Alberto III di Baviera           | Ernesto di Baviera-Monaco           |  |  |       |  |  |                      |  |  |                       |  |
|                       |                    | Alberto III di Baviera           | Ernesto di Baviera-Monaco           |  |  |       |  |  |                      |  |  |                       |  |
|                       |                    | Alberto III di Baviera           | Elisabetta Visconti                 |  |  |       |  |  |                      |  |  |                       |  |
| Margherita di Baviera |                    | Alberto III di Baviera           |                                     |  |  |       |  |  |                      |  |  |                       |  |
|                       |                    | Anna di Braunschweig-Grubenhagen | Erich I di Braunschweig-Grubenhagen |  |  |       |  |  |                      |  |  |                       |  |
|                       |                    | Anna di Braunschweig-Grubenhagen | Erich I di Braunschweig-Grubenhagen |  |  |       |  |  |                      |  |  |                       |  |
|                       |                    | Anna di Braunschweig-Grubenhagen | Elisabetta di Brunswick-Göttingen   |  |  |       |  |  |                      |  |  |                       |  |
| Livia Gonzaga         |                    | Anna di Braunschweig-Grubenhagen |                                     |  |  |       |  |  |                      |  |  |                       |  |
|                       | Niccolò III d'Este | Alberto V d'Este                 |                                     |  |  |       |  |  |                      |  |  |                       |  |
|                       | Niccolò III d'Este | Alberto V d'Este                 |                                     |  |  |       |  |  |                      |  |  |                       |  |
|                       | Niccolò III d'Este | Isotta Albaresani                |                                     |  |  |       |  |  |                      |  |  |                       |  |
| Ercole I d'Este       | Niccolò III d'Este |                                  |                                     |  |  |       |  |  |                      |  |  |                       |  |
|                       |                    | Ricciarda di Saluzzo             | Tommaso III di Saluzzo              |  |  |       |  |  |                      |  |  |                       |  |
|                       |                    | Ricciarda di Saluzzo             | Tommaso III di Saluzzo              |  |  |       |  |  |                      |  |  |                       |  |
|                       |                    | Ricciarda di Saluzzo             | Marguerite de Pierrepont            |  |  |       |  |  |                      |  |  |                       |  |
| Isabella d'Este       |                    | Ricciarda di Saluzzo             |                                     |  |  |       |  |  |                      |  |  |                       |  |
|                       |                    | Ferdinando I di Napoli           | Alfonso V d'Aragona                 |  |  |       |  |  |                      |  |  |                       |  |
|                       |                    | Ferdinando I di Napoli           | Alfonso V d'Aragona                 |  |  |       |  |  |                      |  |  |                       |  |
|                       |                    | Ferdinando I di Napoli           | Gueraldona Carlino                  |  |  |       |  |  |                      |  |  |                       |  |
| Eleonora d'Aragona    |                    | Ferdinando I di Napoli           |                                     |  |  |       |  |  |                      |  |  |                       |  |
|                       |                    | Isabella di Chiaromonte          | Tristano di Chiaromonte             |  |  |       |  |  |                      |  |  |                       |  |
|                       |                    | Isabella di Chiaromonte          | Tristano di Chiaromonte             |  |  |       |  |  |                      |  |  |                       |  |
|                       |                    | Isabella di Chiaromonte          | Caterina di Taranto                 |  |  |       |  |  |                      |  |  |                       |  |
|                       |                    | Isabella di Chiaromonte          |                                     |  |  |       |  |  |                      |  |  |                       |  |